# Gartenzwerg

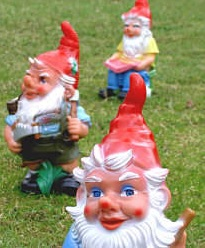
Gartenzwerge

Ein Gartenzwerg ist eine ursprünglich aus Marmor, Sandstein, gebranntem Ton, heute aber auch aus Kunststoff gefertigte Figur eines Zwerges, die zur Ausstattung von Gärten und zur Wohnraumdekoration verwendet wird. Nach Schätzungen stehen heute alleine in deutschen Gärten etwa 25 Millionen Gartenzwerge.
Gartenzwerge gibt es aus vielen unterschiedlichen Materialien. Während der ursprüngliche Gartenzwerg aus gebranntem Ton hergestellt und mit Hand bemalt wurde und wird, sorgte vor allem die Kunststoffindustrie mit preisgünstigen Varianten für eine weitere Verbreitung.
Klassische Gartenzwerge sind ab der Mitte des 19. Jahrhunderts oft Gärtnern oder mittelalterlichen Bergleuten nachempfunden. Sie haben eine Lederschürze und eine Schaufel, Spitzhacke, Laterne oder Schubkarre und tragen in der Regel eine rote Zipfelmütze, die an die antike Phrygische Mütze erinnert und der Kopfbedeckung des Weihnachtsmannes ähnelt.

## Geschichte

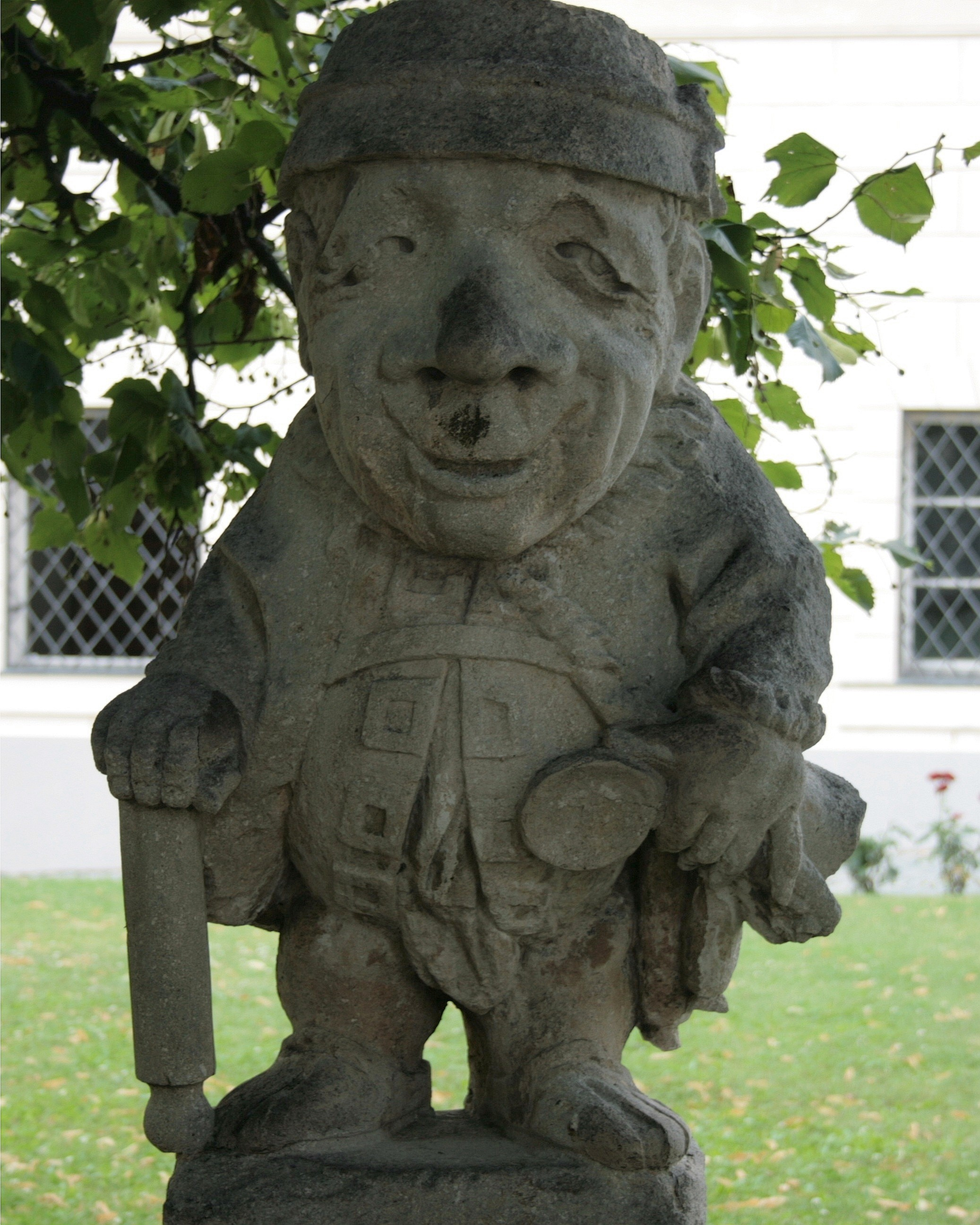
Eine Sandsteinfigur im Hof von Schloss Lamberg (Johann Baptist Wuntscher, 1720)

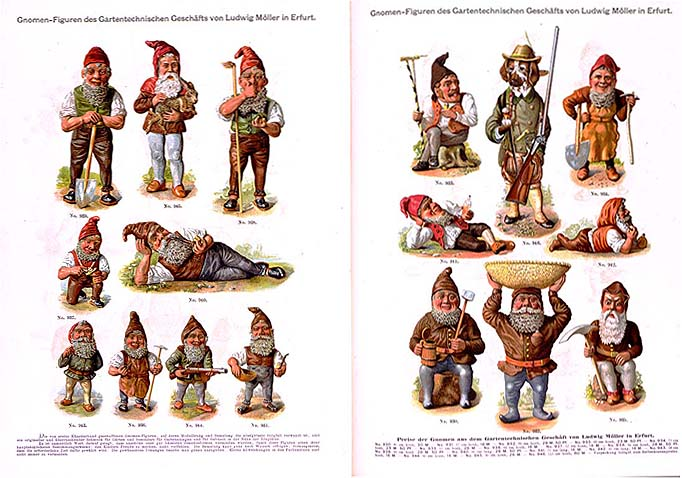
Gartenzwerge, 1910

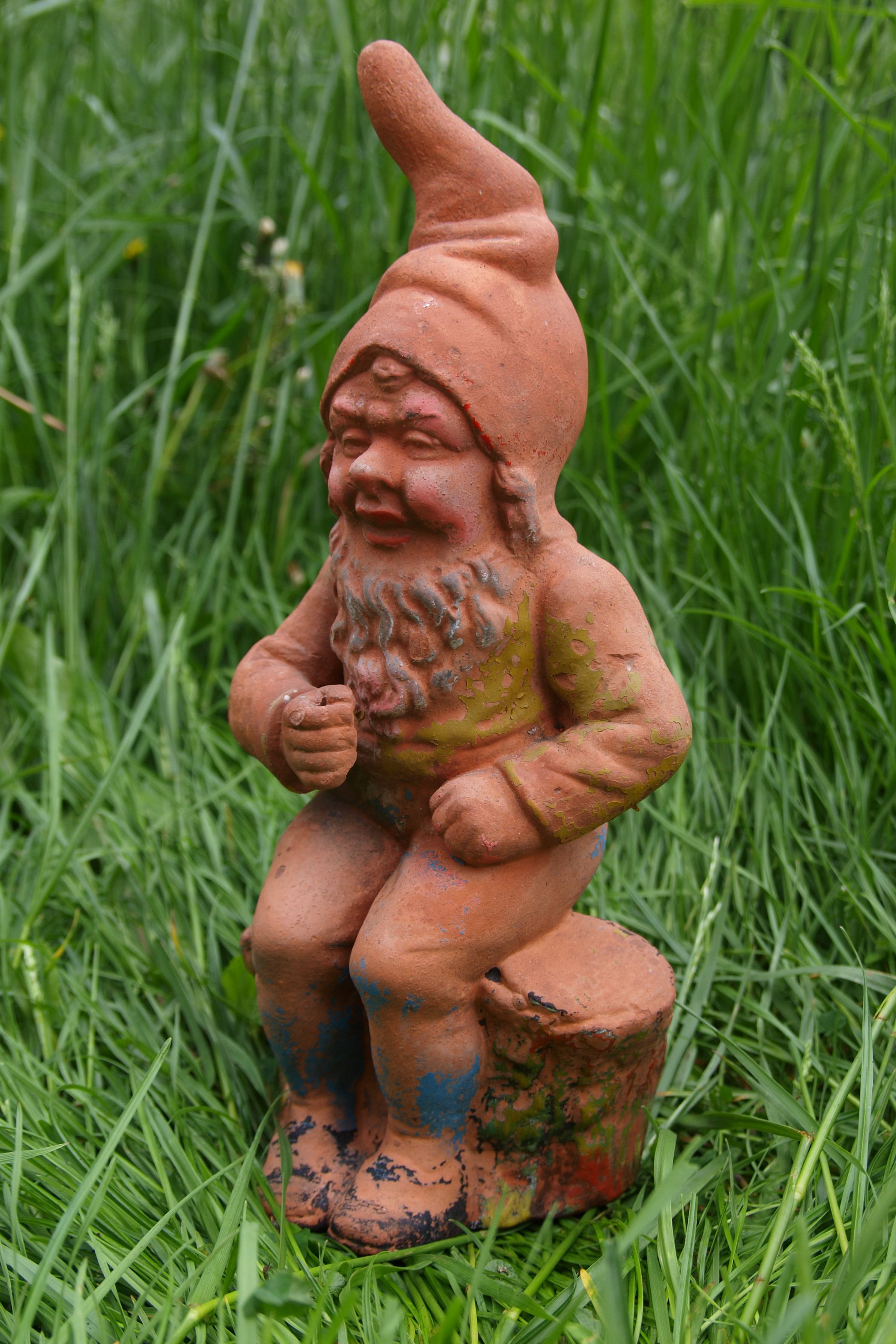
Traditioneller Gartenzwerg

### Ursprünge und frühe Phase
Zwerge sind in der germanischen und der griechischen Mythologie sowie in Sagen zu finden und ebenso in etlichen Märchen der Brüder Grimm. Schon im Altertum umgaben sich Herrscher zur Unterhaltung gerne mit kleinwüchsigen oder Menschen mit Fehlbildungen, sogenannten Hofzwergen. Um Launen und Langeweile zu vertreiben, wurden sie in der Renaissance wieder häufig an Fürstenhöfen angestellt. Besonders geschätzt war etwa der Hofzwerg Kaiser Karls VI., Jakob Ries. Die Karikaturen der Gobbi von Jacques Callot, dem Hofmaler von Cosimo II. am Hofe zu Florenz, wurden europaweit bekannt und fanden viele Nachahmer.
Die ältesten erhaltenen barocken Gartenzwerge sind die von Johann Bernhard Fischer von Erlach entworfenen 28 Marmorskulpturen des Salzburger Zwergelgartens von Schloss Mirabell, die zwischen 1690 und 1695 entstanden, sowie die um 1700 geschaffenen Sandsteinfiguren auf Schloss Greillenstein. Barocke Gartenzwerge in Schlossgärten sind in der Folge vor allem in barocken Gärten von Residenzen und Stiften des heutigen Österreich, Deutschland, Tschechien, Norditalien und Slowenien zu finden. Von den vielen Tausend individuell gestalteten Zwergen sind weniger als 300 erhalten. In der Zeit der Aufklärung um 1800 gerieten die Zwerge der Gärten der Regenten in Verruf.
Literarisch belegt sind Gartenzwerge in Johann Wolfgang von Goethes Versepos Hermann und Dorothea (1797). Dort klagt ein Apotheker, Besitzer eines Gartens mit „Bettlern von Stein“ und „farbigen Zwergen“, dass niemand mehr das ansehen möge, weil nun alles anders sein solle: „geschmackvoll, wie sie’s heißen, […] einfach und glatt“. Trotzdem verbreiteten sich die Gartenzwerge im 19. Jahrhundert im (klein)bürgerlichen Vorgarten, zunächst in Großbritannien, Deutschland, Österreich und der Schweiz und später auch in anderen europäischen und nichteuropäischen Ländern.
Bereits die Manufaktur Meissen und zwischen 1744 und 1750 die Wiener Porzellanmanufaktur hatten zahlreiche Porzellanfiguren in Einzelfertigung für die beliebten Zwergengalerien in adeligen Ziergärten hergestellt. Die Terrakotta-Manufakturen in Thüringen produzierten auch Tierköpfe und kleinere Statuen, um etwa Jagdschlösser zu schmücken. Um 1800 entstanden erste Zwergenserien (Pixies) in England.
Im Jahr 1847 werden erneut Gartenzwerge in England erwähnt. Sir Charles Isham besaß Terrakottafiguren aus Nürnberg und nutzte sie als Bereicherung des Steingartens von Lamport Hall in Northamptonshire. Dieser maß 35 × 27 m, war bis zu 7 m hoch und so an der Rückseite des Hauses gelegen, dass ihn der zehnte Baronet von seinem Schlafzimmer aus sehen konnte. Die Zwerge waren bei der Arbeit in Höhlen, Brücken und Wasserfällen dargestellt. Der spiritistische Graf hielt die Gartenzwerge jedoch angeblich auch für Schutzgeister. In seinem Testament bestimmte der Graf, dass die Figuren zu entfernen waren, seine Töchter zerstörten sie 1903 angeblich mit Luftgewehren. Lampy, einer der ursprünglich 21 Zwerge, ist nach wie vor dort zu sehen. Er war in einer Felsspalte verborgen und wurde erst nach dem Zweiten Weltkrieg durch Sir Gyles Isham entdeckt. Heute wird er in einer Vitrine im Haus aufbewahrt.
1872 wurden in Gräfenroda in Thüringen zwei Unternehmen gegründet, August Heissner und Philipp Griebel, die später Gartenzwerge in Massen- und Serienproduktion herstellten. 1898 wurden Thüringer Zwerge erstmals auf der Leipziger Messe angeboten. Nachdem sich in der Folgezeit immer mehr Manufakturen mit der Herstellung von Gartenzwergen befasst hatten, stockte der Exportabsatz der angeblich typisch deutschen Gartendekoration im Ersten und Zweiten Weltkrieg. Demgegenüber wurde der Gartenzwerg auch in der Zeit des Nationalsozialismus nicht allenthalben geschätzt. Nach der Ausrufung der Deutschen Weinstraße in der Pfalz verhängte der damalige NSDAP-Gauleiter Josef Bürckel ein Verbot gegen angeblich störende Eingriffe in das Landschaftsbild entlang der Straße, das auch die Aufstellung von Gartenzwergen auf Privatgrundstücken untersagte.
Auf der englischen Chelsea Flower Show sind Gartenzwerge oder alle „grell bemalten Statuen“ verboten. Eine Ausnahme gab es 2013 im Jahr des Gartenzwergs.

### Wiedergeburt und Kontroversen
Nach 1990 erlebte der Gartenzwerg eine „Wiedergeburt“ durch die Schaffung neuer, provokativer Modelle. Nun wurden beispielsweise Zwerge mit Messer im Rücken, als Exhibitionisten, einen „Vogel“ zeigend, mit Motorsäge, mit erhobenem Stinkefinger, als Politiker (Schröder, Kohl, Gysi, Blüm, Lafontaine usw.) modelliert.

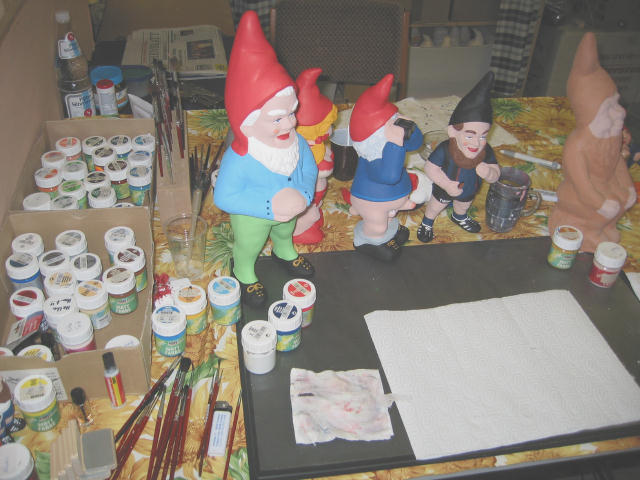
Arbeitsplatz eines Zwergenmalers

Das Medieninteresse, das auch weit außerhalb von Deutschland bestand, sorgte dafür, dass der Gartenzwerg ganz neue Liebhaber fand, die mit dem klassischen Zwerg nichts anfangen konnten. Der aus den Medien bekannte Zwergendesigner Andreas Klein beschäftigt sich seit über zwanzig Jahren mit der Geschichte der Gartenzwerge und gestaltet zur Erhaltung des Gartenzwerges jedes Jahr eine Reihe moderner Gartenzwerge.
Dieser Kult hält bis heute an, da die verbliebene „Zwergenindustrie“ in Deutschland immer wieder aktuelle Themen aus Politik und Tagesgeschehen aufgreift und durch neue Zwerge thematisiert, dies häufig unter dem Gesichtspunkt „Humor ist, wenn viele darüber lachen müssen“.

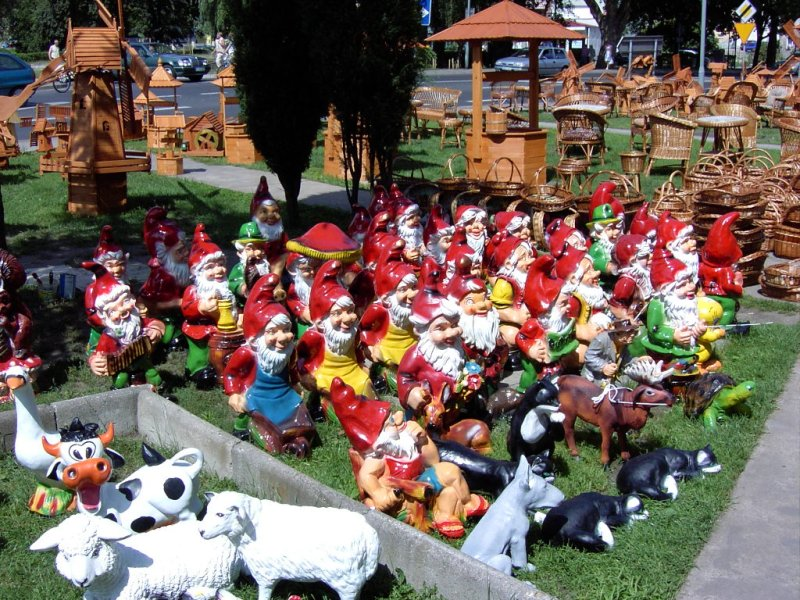
Gartenzwerge zum Verkauf auf einem polnischen Grenzmarkt

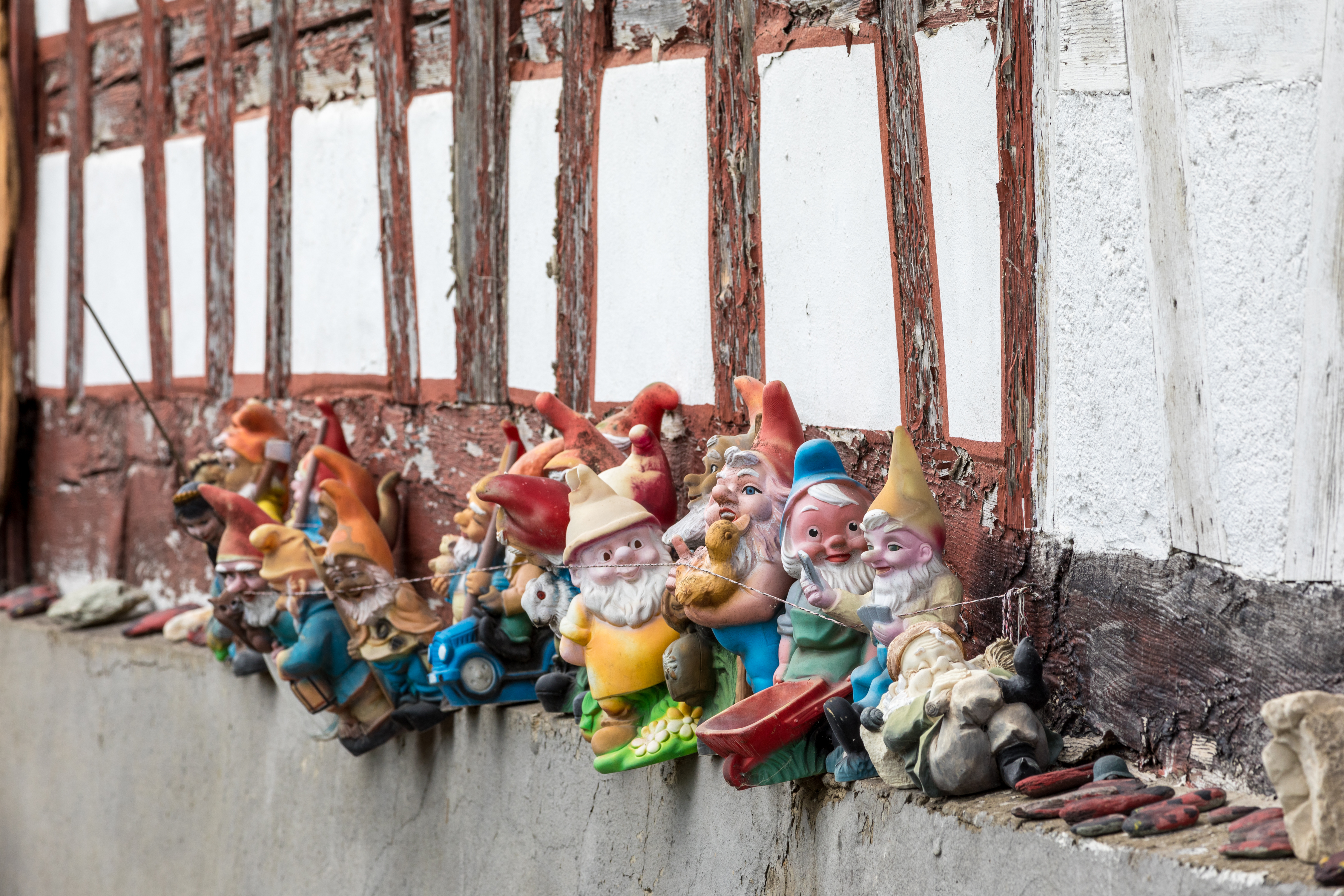
„Angeseilte“ Gartenzwerge an einer Hauswand in Amriswil TG

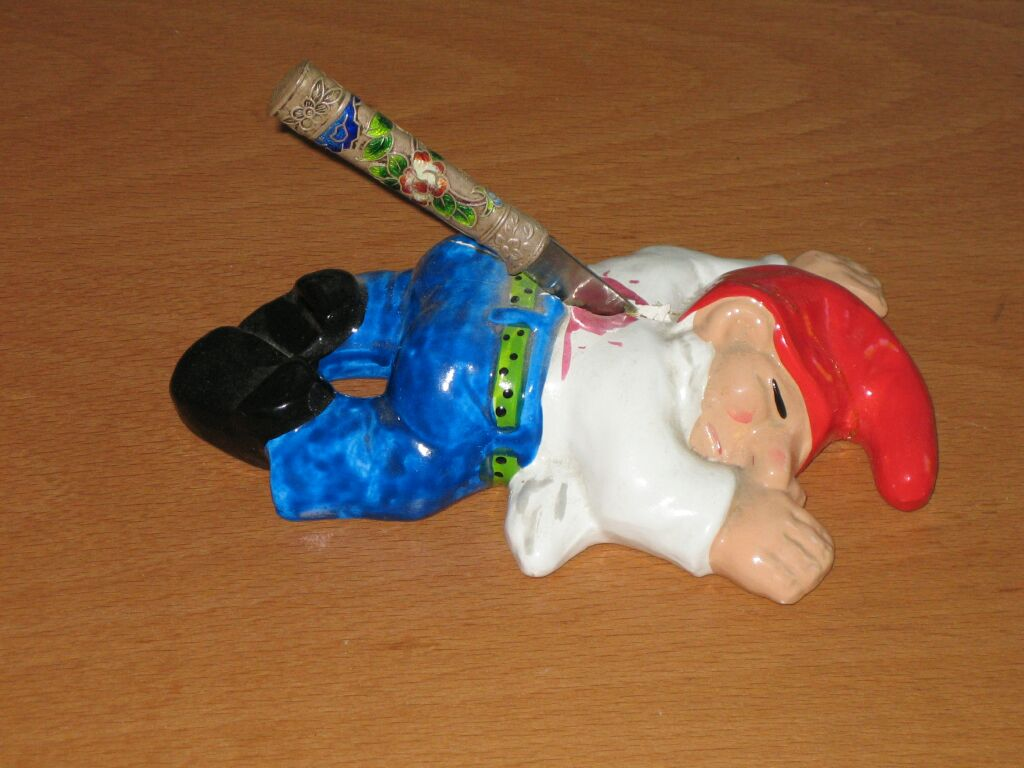
Büro-Gartenzwerg für Gartenzwerg-Hasser

Problematisch wurden Plagiate, die vor allem aus Osteuropa kamen. Dort wurden im großen Stil geschmacksmusterrechtlich geschützte Modelle mit billigen Materialien (Gips statt gebranntem Ton und Gießharz statt PVC-Kunststoff) kopiert und auf den Markt gebracht. Einzelne Urheberrechtsprozesse wurden zwar ausnahmslos gewonnen, konnten aber die Herstellung von Plagiaten nicht verhindern, da diese durch den Materialpreis, durch die entfallenen Entwicklungskosten und geringen Löhne in den Ländern deutlich preiswerter waren. Häufig werden Gartenzwerge auf sogenannten Polenmärkten angeboten.
Bei vielen Liebhabern von klassischen Gartenzwergen sind Zwerge neuerer Bauart in ungewohnten Posen (z. B. mit heruntergelassener Hose) verpönt. Ebenso wird die Aufnahme von weiblichen Zwergenfiguren in das Sortiment kritisiert, obgleich diese schon bei barocken Gartenzwergen keineswegs selten waren. Die erste Figur des neuen Zwergenfrauen-Typs war angeblich Gräfin Roda.
Eine neuzeitliche Adaption des Gartenzwerg-Motivs findet sich in der Figur der Schlümpfe.
Werden Gartenzwerge (zum Beispiel Zwerge mit „Stinkefinger“ oder entblößtem Hinterteil, sogenannte Frustzwerge) in der Absicht aufgestellt, den Nachbarfrieden nachhaltig zu stören, so stellt dies eine Ehrverletzung dar und der Nachbar kann die Entfernung der Zwerge verlangen.
Der Künstler Ottmar Hörl produziert Installationen mit Serienfiguren. Im Juli 2009 eröffnete die Staatsanwaltschaft Nürnberg kurzzeitig ein Ermittlungsverfahren aufgrund einer Skulptur, die einen Gartenzwerg mit Hitlergruß zeigt. Im Oktober 2009 wurde eine Installation von 1200 dieser Figuren auf Einladung des SPD-Ortsverbands in Straubing gezeigt, was Kritik seitens des Vizepräsidenten des Internationalen Dachaukomitees, Max Mannheimer, nach sich zog.
Im Jahr 2018 löste ein Fan-Gartenzwerg des Fußballvereins TSV 1860 München, aufgestellt im Garten eines Wohnungseigentümers in München, ein Gerichtsverfahren aus. Die übrigen Eigentümer der Wohnanlage waren der Ansicht, dass der Gartenzwerg ohne Zustimmung aller nicht aufgestellt werden dürfe. Doch das Amtsgericht München gab dem Zwergbesitzer Anfang 2018 recht. Für das Aufstellen dieses einzelnen Zwerges sei die Zustimmung der übrigen Eigentümer nicht erforderlich.
Internationales Medieninteresse und eine Kontroverse lösten Gartenzwerge auch bei der Landtagswahl 2014 in Vorarlberg aus. Die SPÖ setzte im Wahlkampf rund 20.000 Gartenzwerge ein. Zum Einsatz kamen die sogenannten Coolmen, ein derartiger Zwerg hatte ein Schild mit einem kurzen Wahlslogan. Die Zwerge wurden an viel frequentierten Plätzen und entlang von Straßen aufgestellt. Als 400 Zwerge über Nacht verschwanden, wurde dieser Zwergendiebstahl von der SPÖ Vorarlberg angezeigt. Die SPÖ verdächtigte zuerst einen Mitbewerber, da an vielen Stellen, wo vorher Zwerge standen, nun Wahlplakate des Mitbewerbers prangten.

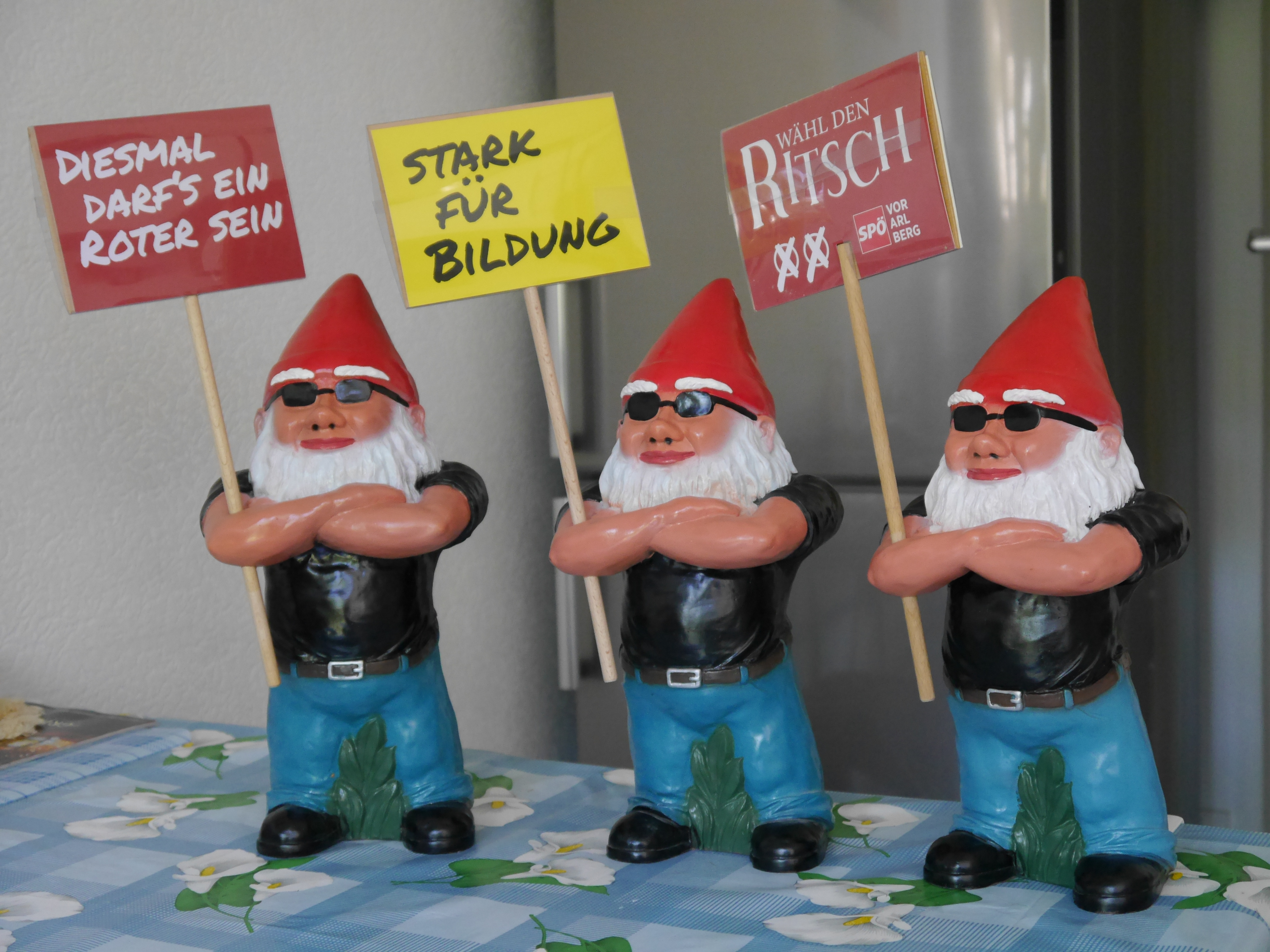
Coolmen-Gartenzwerge für den Wahlkampf

### Vereinigungen
Im Jahr 1984 wurde eine Internationale Vereinigung zum Schutz der Gartenzwerge mit Sitz in Basel gegründet, deren Anliegen die Verbreitung der „Zwergenkunde“ (scherzhaft „Nanologie“) und die Produktion historisch „korrekter“ Gartenwichtel ist. Sie hat definiert, was ein „artiger“ – also echter – Gartenzwerg ist: Er ist maximal 69 Zentimeter groß, trägt eine Zipfelmütze, einen Bart und ist männlich.
Wohl gegen Ende der 1990er Jahre entstand die Front zur Befreiung der Gartenzwerge (in Frankreich Front de Liberation des Nains de Jardins, in Italien MALAG), deren Anhänger die Figuren aus Vorgärten „befreiten“ und oft in Wäldern, ihrem „natürlichen Lebensraum“, aussetzten.

## Bedeutung

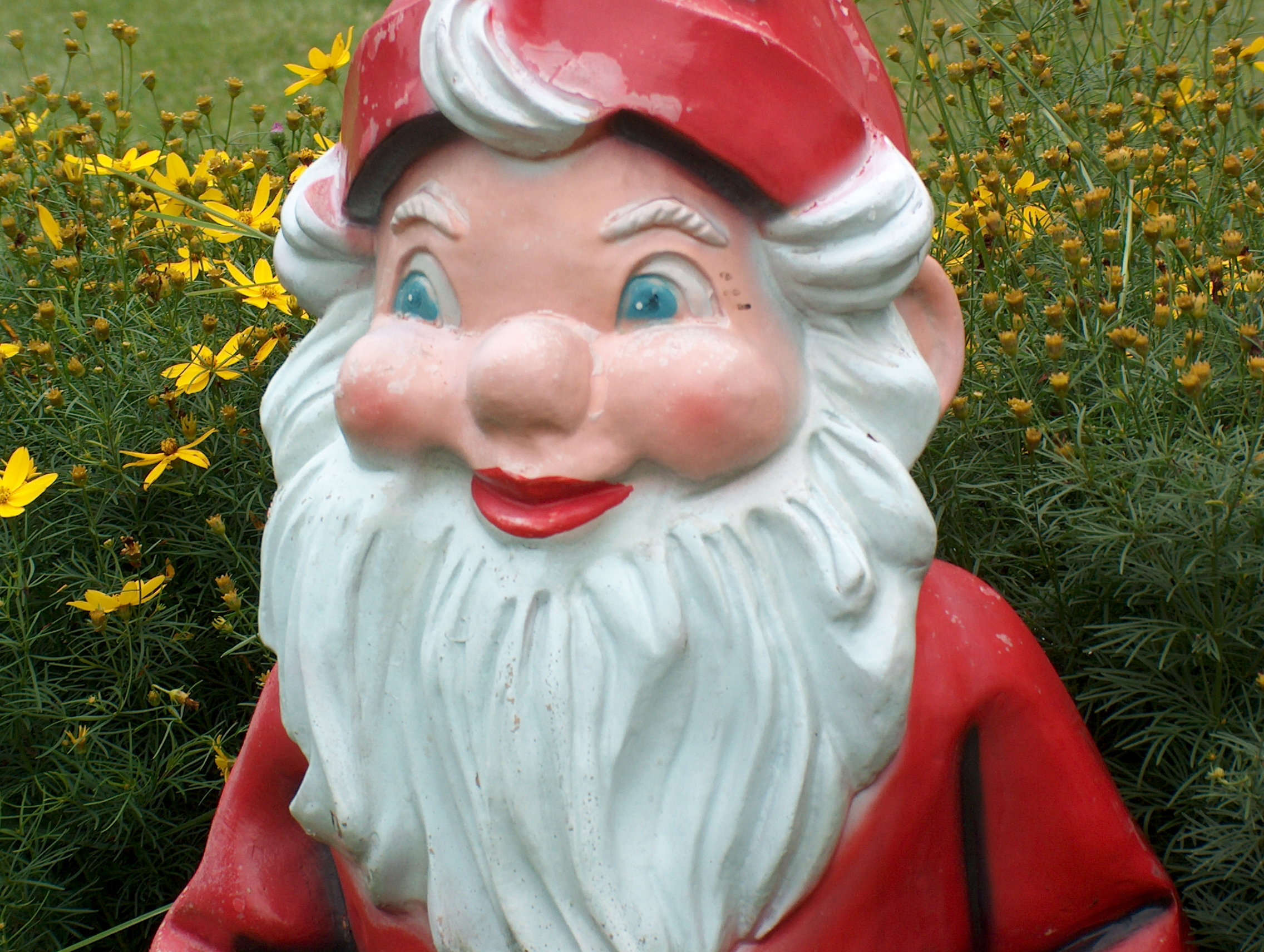
Gartenzwerggesicht

Gartenzwerge wurden, teils mit ironisch-kritischem Unterton, als Inbegriff des Spießbürgertums, als Zeichen des schlechten Geschmacks und gutes Beispiel für Kitsch angesehen, mit einem Tiefpunkt des Ansehens Ende der 1960er Jahre. Auch werden Gartenzwerge als ironische Darstellung des Deutschen Michels verstanden. Einerseits wegen modernerer Gestaltung der Zwerge, andererseits wegen eines Wandels in der Einstellung zu Kitsch und Camp, so durch die Kritikerin Susan Sontag und den Künstler Jeff Koons, hat sich dieses Bild teilweise geändert.

## Trivia
In Pfaffstätt, Oberösterreich, haben Helga Eidenhammer und ihr Mann mit 4443 Zwergen im Garten sowie am und im Haus die größte Sammlung der Welt. Ein Gartenzwergmuseum gibt es auch in Gräfenroda auf dem Betriebsgelände der 1874 gegründeten und letzten (von einst 16) noch bestehenden deutschen Gartenzwergmanufaktur.
In Nanoose Bay in der kanadischen Provinz British Columbia steht die mit 7,91 m Höhe weltweit größte Figur eines Gartenzwerges. Errichtet im Jahr 1998, sollte sie ursprünglich als Werbung für einen Freizeitpark fungieren, der jedoch nie in Betrieb ging. Nachdem die Figur dann als Blickfang auf einem Tankstellengelände stand, wurde sie im April 2019 von einem Landwirt in Saanich erworben, der einen Freizeitpark mit Themenwelten betreibt.